# Women's Senior National Invitational
De Women's Senior National Invitational was een golftoernooi van de Legends Tour. Het toernooi vond telkens plaats op de "Catalina Course" van de Omni Tucson National Resort in Tucson, Arizona. Het werd gespeeld in een strokeplay-formule met een speelronde.

## Winnaressen
| Jaar | Winnares       | Score | Score | Info        |
| ---- | -------------- | ----- | ----- | ----------- |
| 2010 | Nancy Scranton | 69    | –4    | [ 1 ] [ 2 ] |
| 2011 | Laurie Rinker  | 72    | –1    | [ 3 ]       |

| Toernooirecord |